# Vjetroelektrana Ogorje
Vjetroelektrana Ogorje ili VE Ogorje se nalazi 25 kilometara sjeveroistočno od Splita, a sastoji od 14 vjetroagregata danskog proizvođača Vestas-a V112-3.0, pojedinačne snage 3 megavata (MW), dok ukupno ulaganje (investicija) vrijedna je više od 72 milijuna eura. Vjetroelektrana Ogorje proizvodi 42 MW obnovljive električne energije, dovoljne za opskrbu 27 000 kućanstava, a puštena je u pogon krajem 2015.
Vjetroelektrana bi godišnje trebala proizvoditi više od 100 GWh električne energije što bi bilo dovoljno za pokrivanje potreba za 31 000 kućanstava.
Vjetroelektrana u Ogorju otvorena je prije 2015., a novi vlasnik iz Litve je spreman za graditi novu vjetroelektranu na položaju 45 kilometara od Luke Zadar.

## Vjetroelektrane u Hrvatskoj
Vjetroelektrane u Hrvatskoj su započele svoj razvoj još 1988., kada je Končar postavio prvi vjetroagregat u brodogradilištu Uljanik, koji se i danas tamo nalazi, no onda je razvoj istoga obustavljen. Danas Končar ima postavljen prvi prototip svog modernog vjetroagregata na lokaciji Pometeno brdo u blizini Splita i pokušava uhvatiti korak s ostalim poznatim proizvođačima vjetroagregata.
Promatrajući karakteristike vjetra na prostoru Hrvatske, može se zaključiti da Hrvatska ima na desetke područja koja imaju zadovoljavajući vjetropotencijal za izgradnju elektrana. Mjerenja određenih karakteristika vjetra (brzina, smjer, učestalost) pokazala su kako je za iskorištavanje energije vjetra povoljnije područje Jadrana od kontinentalnog dijela Hrvatske. Stoga su prve hrvatske vjetroelektrane izgradene upravo na tom području.
U Hrvatskoj je trenutno 20 vjetroelektrana koje su u normalnom radu (kolovoz 2018.) i koje isporučuju električnu energiju u elektroenergetski sustav Hrvatske. Instalirana snaga svih vjetrolektrana je 570 MW, u radu je 254 vjetroagregata koji isporučuju godišnje oko 1 475 GWh električne struje. Za usporedbu Termoelektrana Plomin ima snagu 330 MW i isporučuje godišnje oko 2 173 GWh električne struje.

## Poveznice
- Vjetroelektrane u Hrvatskoj